# Bálint Szeghalmi
Bálint Szeghalmi est un coureur cycliste hongrois né le 16 septembre 1980 à Budapest. Il est professionnel de 2007 à 2011. 

## Biographie
Bálint Szeghalmi fut d'abord kayakiste avant de devenir à partir de 2000 un coureur spécialiste du cyclo-cross. Il participe chaque année au championnat du monde où il représente le Hongrie.
En 2007, il passe professionnel sur route à l'âge de 27 ans dans l'équipe continentale Cornix qui ne vit qu'une saison avant de disparaître. Il bat le favori László Bodrogi lors de l'épreuve en ligne du championnat national sur route. La saison suivante il est recruté par l'équipe saint marinaise Cinelli-OPD. Cette équipe est composée de multiples nationalités et qui a comme leaders Manuele Spadi et Sergiy Matveyev. Bálint Szeghalmi participe en 2008 à quelques épreuves en Italie. L'équipe mal gérée doit fusionner en fin de saison avec l'équipe Down-Under pour former Cinelli-Down Under.
Bálint Szeghalmi signe chez Tusnad en Roumanie. Il côtoie Aurélien Passeron qui court pour l'équipe roumaine après être passé par Saunier Duval-Prodir. Il finit second du championnat de Hongrie. Il est recruté par l'équipe Lampre-ISD en octobre 2010 pour la saison 2011, grâce à Sandro Lerici, nouveau directeur sportif de cette équipe et dirigeant en 2007 de l'équipe Cornix, dont Bálint Szeghalmi était membre.

## Palmarès en cyclo-cross
- 1999-2000
  - 2e du championnat de Hongrie de cyclo-cross espoirs
- 2000-2001
  - 2e du championnat de Hongrie de cyclo-cross espoirs
- 2001-2002
  - 3e du championnat de Hongrie de cyclo-cross espoirs
- 2002-2003
  - 3e du championnat de Hongrie de cyclo-cross espoirs
- 2003-2004
  - 3e du championnat de Hongrie de cyclo-cross
- 2005-2006
  - 2e du championnat de Hongrie de cyclo-cross
- 2008-2009
  - 2e du championnat de Hongrie de cyclo-cross

## Palmarès sur route

### Par années
- 2006
  -  Champion de Hongrie de la montagne
- 2007
  -  Champion de Hongrie sur route
  - 2e étape du Tour de Pécs
- 2009
  - 2e étape du Turul Dobrogei
  - 2e de Banja Luka-Belgrade II
- 2010
  - 2e étape de la Tolna Regio Kupa
  - 2e du championnat de Hongrie sur route
  - 2e du championnat de Hongrie de la montagne
- 2011
  - 3e du championnat de Hongrie du contre-la-montre

### Classements mondiaux
| Année           | 2005 | 2006 | 2007 | 2008 | 2009 | 2010 |
| --------------- | ---- | ---- | ---- | ---- | ---- | ---- |
| UCI Europe Tour | 940e |      | 397e |      | 733e | 461e |